# La moglie ideale
La moglie ideale è una commedia in tre atti di Marco Praga, rappresentata per la prima volta al Teatro Gerbino di Torino l'11 novembre 1890 dalla Compagnia di Eleonora Duse.

## Trama
Giulia, moglie dell'agente di cambio Andrea Campiani e amante dell'avvocato Gustavo Velati, si divide equamente e con lucidità fra il marito («coll'animo e col cervello») e l’amante («col corpo e col cuore») e di realizzare così «uno strano ma benefico equilibrio tra l'amore per un uomo e l'affetto per la casa», salvando le apparenze. Da un lato Giulia teme che l'amante possa essersi stancato di lei, dall'altro tiene a bada il marito per mezzo di una finta gelosia. In realtà effettivamente Gustavo è deciso a lasciarla e le comunica la sua risoluzione con una lettera. Giulia si reca allora in casa dell'amante — con la scusa di comunicargli in anticipo l'esito favorevole d'una inchiesta che Gustavo aveva affidato ad Andrea, costretto ad assentarsi per lavoro — e riesce a convincere l'amante a ritornare da lei. Ma inopinatamente anche Andrea si reca a casa di Gustavo. Giulia comprende che il marito sospetta di lei e che la sua preannunciata assenza era stata un pretesto per sorprenderla, ma non si perde d'animo e passa all'offensiva: lei si trova in casa di Gustavo appunto perché ha capito che Andrea voleva metterla alla prova con l'inganno di un finto viaggio, ma lei ha voluto confondere la sua gelosia. Andrea le crede, anche perché ha saputo che Gustavo sta per ammogliarsi e afferma che era venuto per l'appunto a congratularsi con l'amico. Per Giulia, che non sapeva del futuro matrimonio di Gustavo, è un duro colpo: finisce la sua esistenza vera di amante e rimane l'esistenza fittizia (ma non troppo) di moglie ideale.

## Personaggi
- Andrea Campiani: agente di cambio.
- Giulia: amante di Gustavo, moglie di Andrea, madre di Giannino.
- Giannino: bambino di 7 anni, figlio di Andrea e Giulia.
- Gustavo Velati: avvocato, amante di Giulia.
- Costanzo Monticelli: avvocato, socio di Gustavo.
- Teresa: cameriera dei Campiani.
- Ettore: domestico di Gustavo.

## Critica

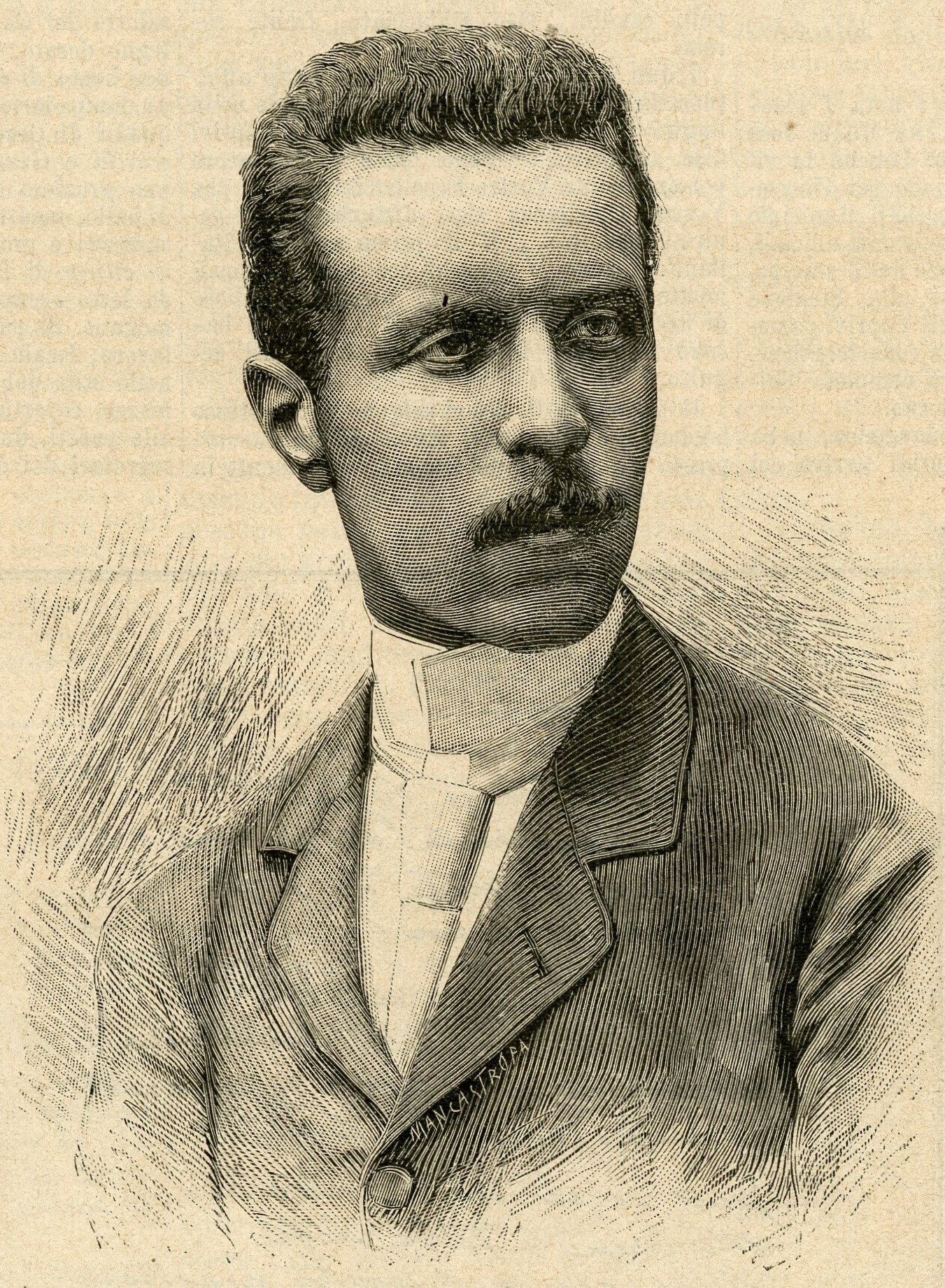
Marco Praga (xilografia di Ernesto Mancastroppa, 1890)

La moglie ideale è giudicata il capolavoro di Marco Praga. Fu tacciata da taluni di plagio de La Parisienne di Henry Becque, commedia che quasi certamente Praga non conosceva e che, sebbene contigua per tematica, era indipendente per concezione; in realtà, La moglie ideale ha «una originalità di costruzione e di stile che la distacca dal modello francese». L'adulterio è l'argomento principale del teatro di Praga il quale di solito lo descrive con esiti catastrofici, secondo i canoni della società borghese di fine ottocento, ma nella Moglie ideale prevale l'ironia. Pullini definisce infatti la commedia, soprattutto in base all'epilogo convenzionale, «un ritratto preciso e sottilmente ironico di una moralità scaduta in gioco di finzione socialmente convenuta».

## Rappresentazioni
La prima rappresentazione ebbe luogo al Teatro Gerbino di Torino l'11 novembre 1890 con Eleonora Duse, Flavio Andò, Vittorio Zampieri e Antonio Galliani.

## Adattamenti
Una versione televisiva è stata trasmessa l'11 marzo 1969 dal Programma nazionale della Rai per la regia di Daniele D'Anza, con Gastone Moschin, Ileana Ghione, Nando Gazzolo, Ferruccio De Ceresa, Dario Costantini, Marisa Chiari e Armando Furlai.

### Edizioni
- La moglie ideale: commedia in tre atti, Milano, Libreria Editrice Galli, 1892.
- La moglie ideale: commedia in tre atti, Milano, Baldini, Castoldi, 1904.
- La moglie ideale: commedia in tre atti, Milano, Fratelli Treves, 1910.
- La moglie ideale: commedia in tre atti, Milano, Fratelli Treves, 1920.
- La moglie ideale: commedia in tre atti, Milano, Garzanti, 1940.
- Siro Ferrone (a cura di), La moglie ideale, in La commedia e il dramma borghese dell'Ottocento, collana Gli struzzi; 210, vol. 3, Torino, Einaudi, 1940, ISBN 88-06-49411-2.

### Testi critici
- Adriano Bozzoli, «Praga, Marco», in Vittore Branca (a cura di), Dizionario critico della Letteratura Italiana, vol. 3, Torino, UTET, 1973,  pp. 113-115..
- Giulio Cattaneo, Prosatori e critici dalla Scapigliatura al Verismo: Il Teatro, in Emilio Cecchi e Natalino Sapegno (a cura di), Storia della Letteratura italiana, VIII, Milano, Garzanti, 1968,  pp. 452-478.
- Giorgio Pullini, Teatro italiano tra due secoli: 1850-1950, Firenze, Parenti, 1958.
- Gian Galeazzo Saveri, «Moglie ideale (La)», in Dizionario Bompiani delle opere e dei personaggi di tutti i tempi e di tutte le letterature, VI, Milano, RCS Libri, 2005,  p. 5722, ISSN 1825-7887 (WC · ACNP)..